# Demoteket
Demoteket är ett ungdomsprojekt vars grundidé är att göra det möjligt för unga människor att lämna in sina egenproducerade alster till biblioteket, i form av film, text och musik m.m. Utöver själva grundidén jobbar projektet med många andra idéer som handlar om unga människors användande av dagens och morgondagens bibliotek. Driver projektet gör Reaktor Sydost som är ett resurscentrum för film och ung kommunikation.

## Historik
Det första demoteket öppnades på Lava/Kulturhuset i Stockholm 1996.

## Här finns Demoteket
Alvesta

Borgholm

Borås

Bålsta

Eksjö

Emmaboda

Falköping

Finspång

Fisksätra

Gnosjö

Halmstad

Hultsfred

Kalmar

Karlshamn

Kinna

Kristianstad

Kållered

Luleå

Mariestad

Markaryd

Mönsterås

Nybro

Nynäshamn

Nässjö

Olofström

Oskarshamn

Partille

Rimforsa

Ronneby

Sandviken

Skövde

Stenungsund

Strängnäs

Sölvesborg

Torsås

Trelleborg

Trollhättan

Täby

Uddevalla

Vimmerby

Vislanda

Vänersborg

Värnamo

Västervik

Västerås

Växjö

Ystad

Älmhult

Östersund